# Erik Falk (biskop)
Erik (Ericus) Falck (Falk), född troligen vid mitten av 1510-talet, död 1570, var en svensk biskop. Falck var son till Anna Eriksdotter och eventuellt Johan Falck som ägde Bolltorp i Skönberga socken i nuvarande Söderköpings kommun. Hans morbror fogden Benkt Eriksson blev avrättad vid Stockholms blodbad. Han var far till Bengt Falk och Erik Falck.

## Biografi
Erik Falk blev 1547 biskop i Skara stift. Han skall dock ha ådragit sig kungens misshag och avsattes från biskopsämbetet. Han återvann dock kungens förtroende och utnämndes 1558 till biskop i Linköpings stift, där han verkade fram till 1570.
1561 var han medlem av Erik XIV:s beskickning till Moskva.
Falk översatte En lärobok i Christendomen från tyska 1558 och författade själv bland annat En tröstebok för havande kvinnor (1564).
Biskop Erik Falck ägde Bolltorp i Skönberga vid Söderköping, en tomt i Enköping, Tubbetorps kronogård samt andra västgötska förläningar.

### Familj
Falk var gift. Han och hans hustru fick tillsammans barnen psalmförfattaren Abraham Falk (död 1559)[källa behövs], borgmästaren Erik Falk i Linköping, borgmästaren Peder Falk i Linköping, krigsöversten Bengt Falk (1540–1600) och ryttmästaren Hans Falk (död 1598).